# Џова (Хејан период)
Џова (承和) је јапанска ера (ненко) која је наступила после Тенчо и пре Кашо ере. Временски је трајала од јануара 834. до јула 848. године и припадала је Хејан периоду. Владајући монарх био је цар Нинмјо.

## Важнији догађаји Џова ере
- 834. (Џова 1): Цар Нинмјо посадио је трешњино дрво како би заменио дотрајало које је цар Канму посадио кад је основао предстоницу у Кјоту.[3]
- 834. (Џова 1): Кукаију је дата дозвола да оснује капелу Шингон будизма у царској палати.[4]
- June 11, 840. (Џова 7, осни дан петог месеца): Бивши цар Џуна умире у 55 години живота.[5]
- 843. (Џова 10): Завршени су радови на вишетомном делу Нихон Коки.[6]

Кованице исковане од 835. до 847. године називају се Џова шохо.